# Ignazio Invernizzi
Ignazio Invernizzi (Como, 29 agosto 1834 – Magliano Sabino, 19 febbraio 1898) è stato un magistrato, militare, volontario garibaldino italiano.

## Biografia
La famiglia di Giovanni Battista Invernizzi - "caffettiere e possidente" e padre di Ignazio - possedeva a Caslino d'Erba una filanda. Giovanni Battista Invernizzi risiedeva a Como, al numero civico 352. Il 22 ottobre 1851 fece battezzare nella cattedrale di Como suo figlio Enrico, cui il fratello Ignazio fece da padrino. Un altro fratello minore di Ignazio era Ernesto (1852-1929) che è diventato industriale, nel settore degli strumenti chirurgici e delle forniture per ospedale.
Ignazio Invernizzi si laureò in legge a Pavia. Iniziò la carriera in magistratura, poi partecipò alla spedizione garibaldina del 1860, si trovò nella battaglia di Milazzo, insieme a un altro suo fratello minore, Vincenzo. A Messina fu accolto nel consiglio di guerra e a Napoli, dove arrivò il 10 settembre, prese una seconda laurea (non amava la prima, perché sul diploma che gli era stato conferito c'era il nome dell'imperatore d'Austria) e fu nominato giudice del Tribunale militare dell'Esercito meridionale. 
Nel 1966 si è arruolato nuovamente tra i volontari garibaldini e ha combattuto a Bezzecca. Non entrò nell'Esercito italiano, ma scelse di proseguire la carriera in magistratura. Nel 1868 fu inviato come pretore a Varese, fu poi pretore a Paganica. Negli anni successivi fu dislocato a Treviglio, quindi a Orvieto. Divenne fervente cattolico in seguito ad una visione della Madonna che, nel duomo di Orvieto, l'avrebbe protetto col suo mantello dall'ira dei papalini. La sua ultima destinazione fu Magliano Sabino, dove morì, considerato dagli abitanti il pretore santo.
Viaggiò in Oriente, visitando la Terra santa; fu presente all'apertura del Canale di Suez. Traversò l'Oceano e vide le cascate del Niagara. I lunghi viaggi lo tenevano per lungo tempo lontano e dovette così accettare preture in località isolate e disagiate: Leonessa (Rieti), Ficulle (Terni), infine Magliano Sabino.

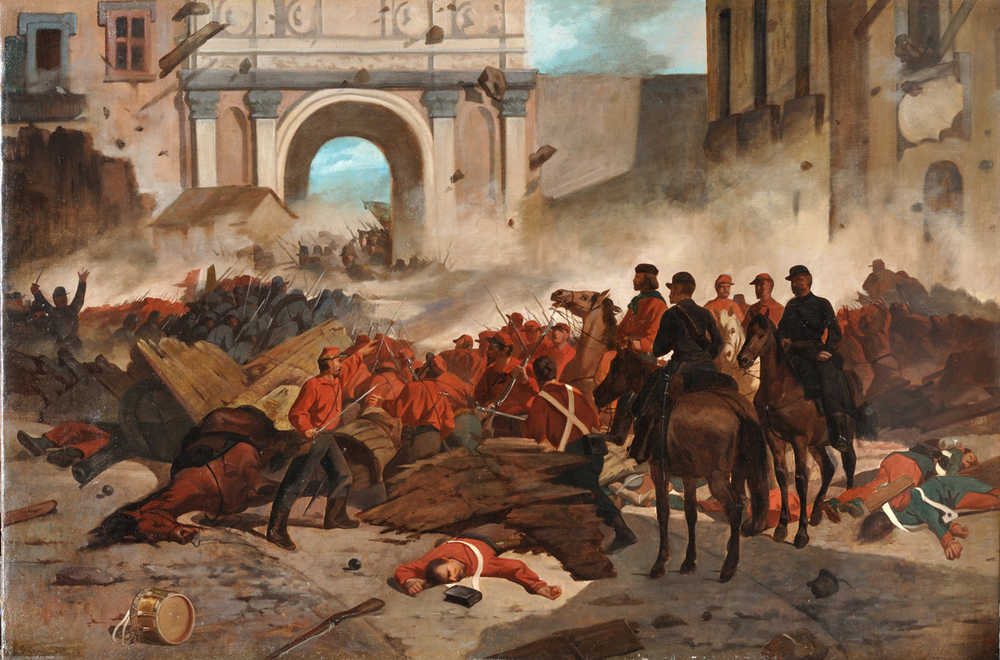
Giovanni Fattori - Garibaldi a Palermo

### Lettere dal fronte
Le cinque lunghe lettere - piene di informazioni, anche minute - che Ignazio Invernizzi scrisse ai familiari dalla Sicilia e da Napoli, nel 1860, sono di interesse storico e documentario. Ne trascriviamo qualche passo:
Partiti da Novara alle 7 pom. dello stesso giorno giungemmo direttamente a Genova a ore 4 del mattino del giorno 3 c'imbarcammo tosto in numero di circa 800 sul vapore americano Washington. A mezzo giorno fummo in vista della Corsica e dell'Elba, a 7 e 1/2 dirimpetto a Bastia e a 6 ore antim. del 4 vedemmo l'isola di Sardegna. A 7 ore del mattino del giorno 5 fummo dirimpetto a Cagliari e ci fermammo ivi, sul vapore, per tre ore. Qui cominciarono a darci i vestiti da soldato. [...] Dello stesso giorno 5 incontrammo la nostra più bella fregata, da 51 cannoni, il Vittorio Emanuele, col busto del nostro Re a poppa [...] la detta fregata ci accompagnò sempre, regolando il nostro viaggio, e dandoci degli avvertimenti col portavoce, finché fummo vicini alla Sicilia dove sbarcammo, a Palermo. [...] 
Appena sbarcati ci misero in rango sotto un sole di 60 gradi e testé il genio d'Italia, voglio dire Garibaldi, venne a passarci in rivista, dopodiché ci avviammo per la città, sempre sotto quel sole. I cittadini di Palermo [..] ci gettarono alcuni fiori e ci fecero applausi molti.»
Il racconto prosegue: dopo tre giorni a cielo aperto, stesi come sardelle sul tavolaccio del vapore, la paglia della caserma in piazza San Giacomo gli parve un morbidissimo elastico. Intorno, case diroccate dai bombardamenti: pure i muri della caserma erano forati. Sul vapore avevano distribuito carne biscotto e vino la mattina, pasta carne biscotto e vino a pranzo: ma per la confusione a molti non arrivò il pasto. L'acqua era calda e sporca ed era vietato rifornirsi al caffè del vapore. A Palermo tutto si pagava in bajocchi, che in teoria valevano un quinto del franco. Sui prezzi nascevano dispute tra siciliani e lombardi. Il vino era forte e molti, dopo tre bicchieri, erano ubriachi. L'acqua era buona e con un bajocco si compravano quattro limoni. Esistevano tre o quattro trattorie a Palermo; ma erano sporche, servivano vitto mezzo crudo e non davano i tovaglioli. I camerieri parlavano e intendevano quasi tutti l'italiano. Le donne erano quasi tutte di color bruno, come gli uomini, ma alcune erano di color biancolino: ma quasi tutte erano belle. Sulle montagne e le colline crescevano arbusti d'Africa. Il firmamento è di un azzurro quasi nero di notte e la via lattea splende di molta luce che non è da noi.